# Huvud
För andra betydelser, se Huvud (olika betydelser).

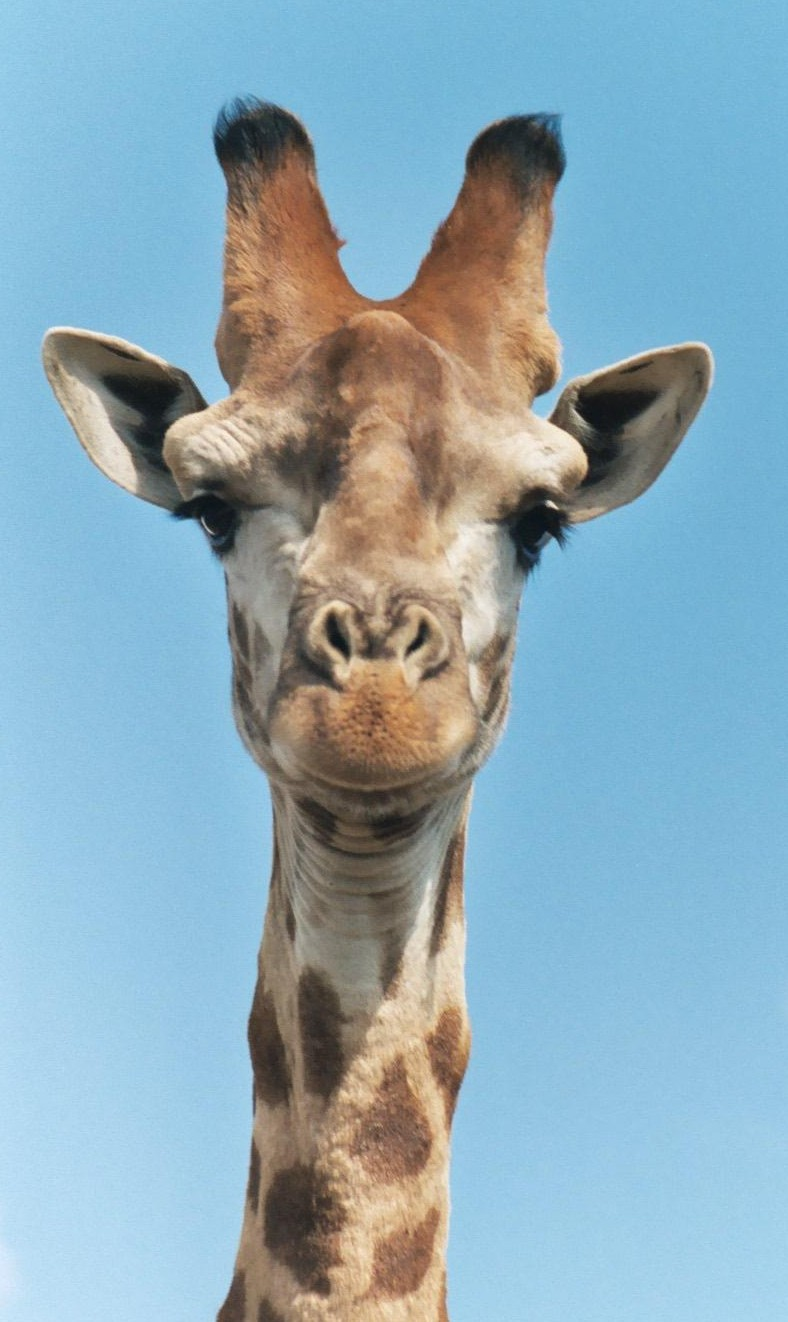
Ett giraffhuvud.

Huvud, latin caput, den ofta på halsen sittande, och med denna rörligt förenade, kul- eller päronformigt svällda ändan av ett djurs kropp. Hos många djur innehåller huvudet organ som hjärnan, särskilda sinnesorgan (bland annat ögon och öron och de främre delarna av och ingångarna till andnings- och matsmältningsapparaten (näsa och mun). Ju mer dessa förhållanden gör sig gällande hos djuren, desto mer skiljer sig huvudet från bålen; under det att ju mer desamma förlorar i mått och träder tillbaka, desto mer överensstämmande blir huvudet med bålen och desto mera direkt i denna senare övergående.
Huvudet består av två, även till det yttre, från varandra tydligt avgränsade delar, nämligen hjärndelen (cranium) och ansiktsdelen (facies). Enligt gängse språkbruk deltar pannan i ansiktets bildande. Anatomiskt hör dock pannan till hjärndelen, och ansiktet börjar vid näsroten och under ögonen. På huvudet utmärker man i övrigt med svenska namn flera olika trakter, såsom nacken, hjässan (den översta välvda delen även kallad skult), tinningarna, flinten, kinden och kindknotorna, hakan, käkarna o. s. v.
Huvudet är en kroppsdel med olika funktion hos olika levande varelser. Hos de flesta djur med bilateral symmetri finns ett huvud och det är vanligen här som hjärnan är placerad. En del djur har organ som horn, känselspröt och tuppkam. Cefalisation (efter grek. cephalon = huvud) är den embryonala process som leder till att huvudet bildas.

## Människans huvud

### Organ
- Hjärna

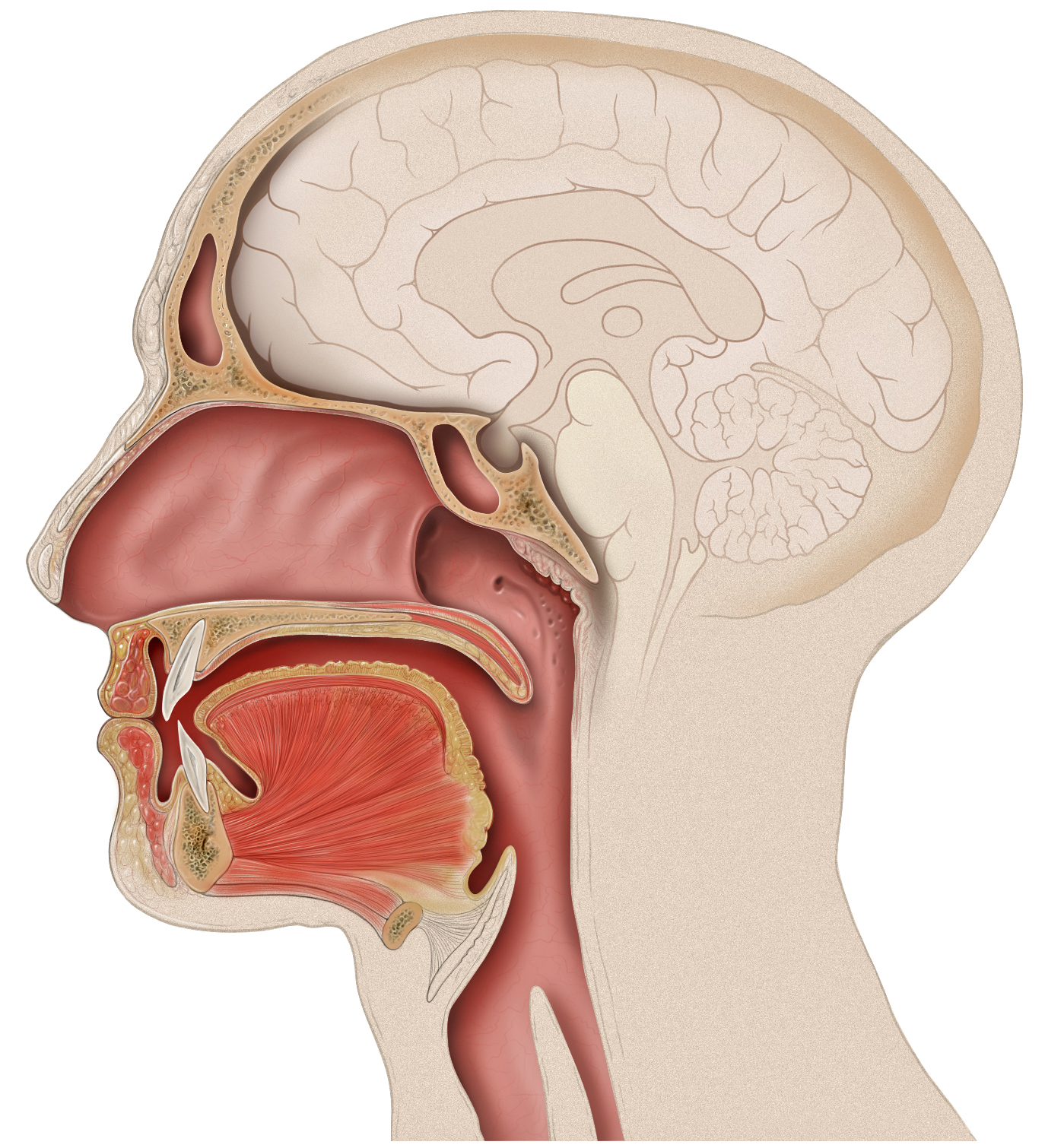
Ett människohuvud i genomskärning (sagittalsnitt).

- Skalle hos ryggradsdjur som sitter fast i ryggraden.
- Ansikte med ansiktsmuskulatur
- Ögon
- Näsa
- Mun
- Hud och hår

### Kulturella aspekter

#### Språklig symbol
Huvudets funktion och betydelse kan ses i språket i ord som huvudstad, huvudsak där prefixet huvud- betecknar att det är det viktigaste eller det styrande. 

#### Huvudbonader
Många religioner har särskilda huvudbonader. Några exempel är kippa (judendom), turban (sikhism), slöja, burka (islam).

#### Huvudstorlek

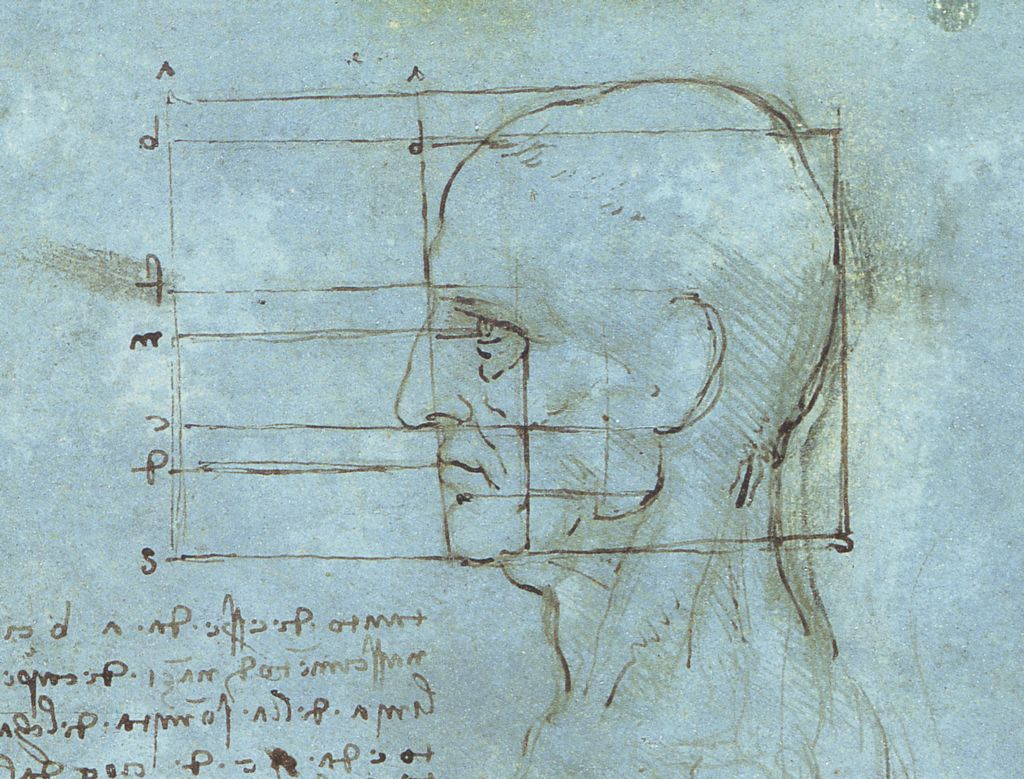
Människhuvudets proportioner ritade av Leonardo da Vinci.

Under 1700-talet uppstod frenologin som menade att huvudets form kunde avslöja en persons karaktär. Uttrycket geniknöl kommer från denna föreställning. Modern forskning har inte kunnat påvisa något samband mellan intelligens och huvudstorlek hos människan  och frenologin ses idag som pseudovetenskap. Mätning av skallindex (förhållandet mellan kraniets bredd och längd) introducerades på 1800-talet och kom att spela en viktig roll i rasbiologin. 
Huvudstorlek används inom populärkulturen för att symbolisera intelligens, ett exempel från genren science fiction är utomjordingar med stora huvuden vilket symboliserar ett överlägset intellekt.